# アイロニズム
アイロニズム（英: Ironism）とは、修辞学者が積極的に政治的実践に参加することを可能にする概念としてリチャード・ローティが作り出した用語である。これは通常、継続的な再記述を通じて可能な限り最善の自己を形作るという近代主義的な文学的知識人のプロジェクトとして説明される。この概念によって、ローティは言語、自己、共同体の観念に関して必然性と普遍性を拒絶する偶然性を主張する。

## 概念
ローティは著作の中で、アイロニストの視点を構成する三つの条件を挙げ、すべての信念の偶然性を維持することで、この概念が保守、反動、全体主義的立場の合理性を掘り崩すことを示した：
『偶然性・アイロニー・連帯』で、ローティはプルースト、ニーチェ、フーコー、ハイデガー、デリダ、ナボコフらが、程度の差こそあれ、アイロニズムを体現していると論じる。また、アイロニズムとリベラリズムは、特にそのようなリベラリズムがプラグマティックな還元主義によって変更されている場合には、両立可能であるとも言われている。